# 福山都市圏

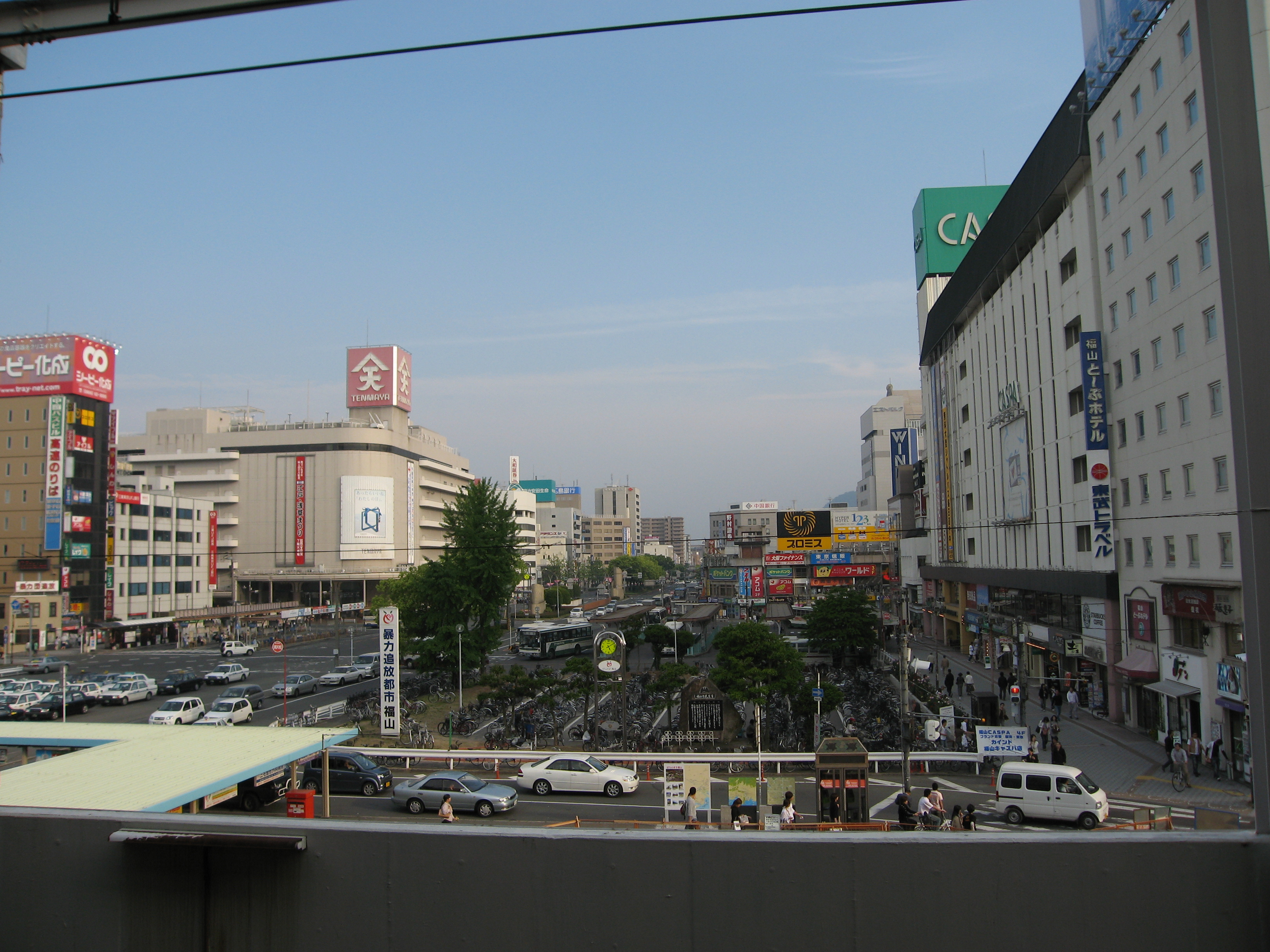
JR福山駅南口

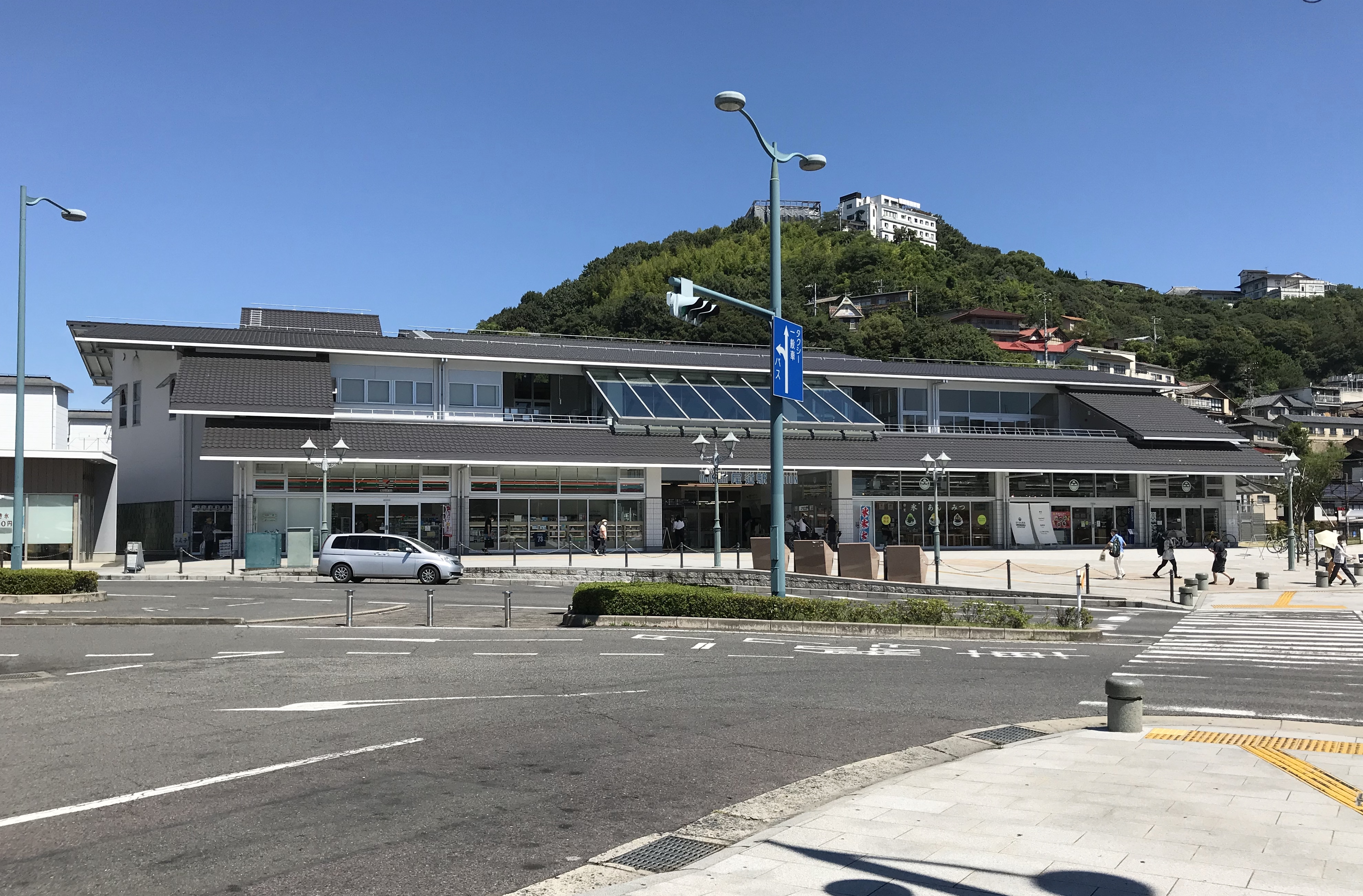
JR尾道駅

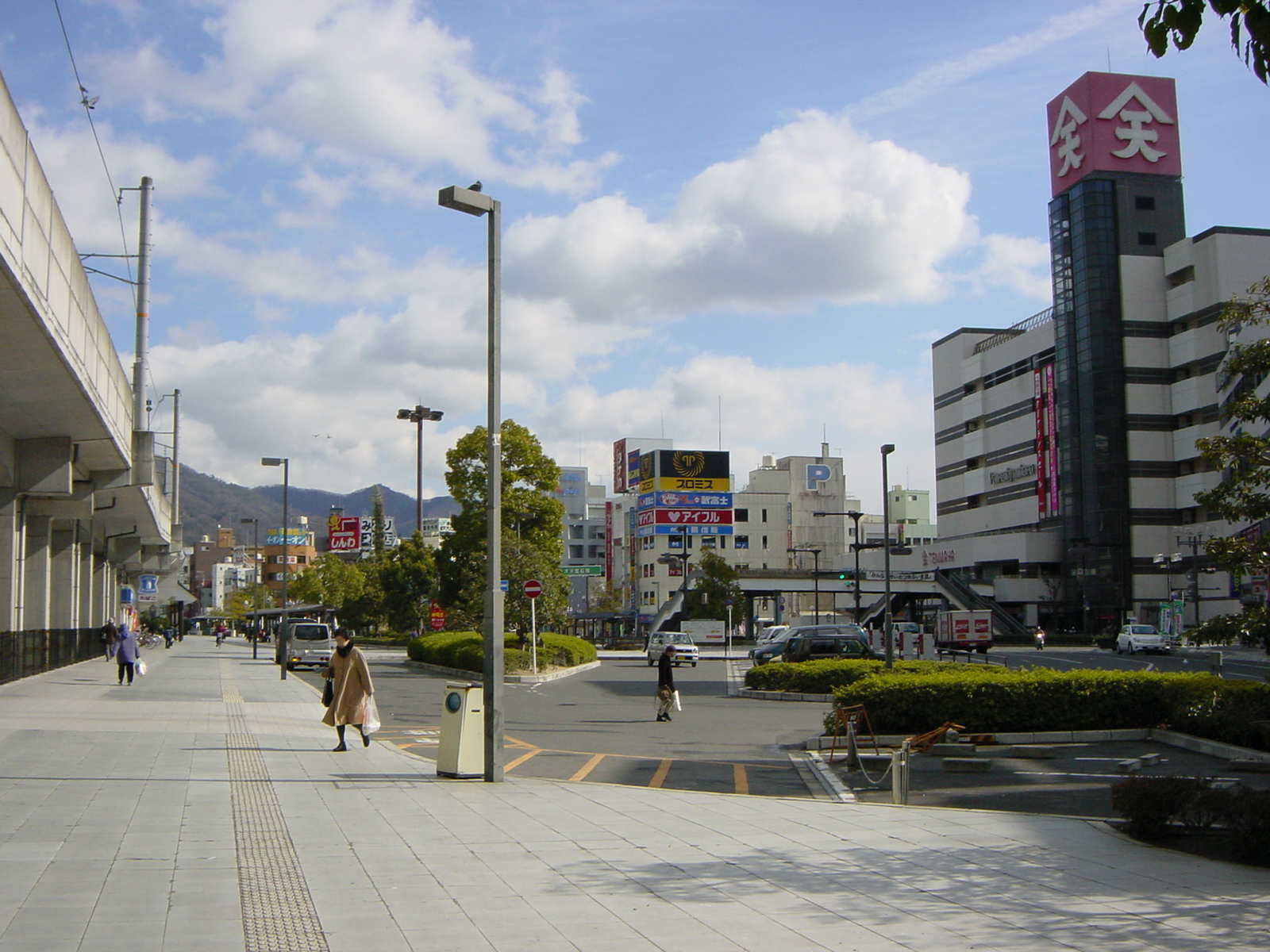
JR三原駅南口

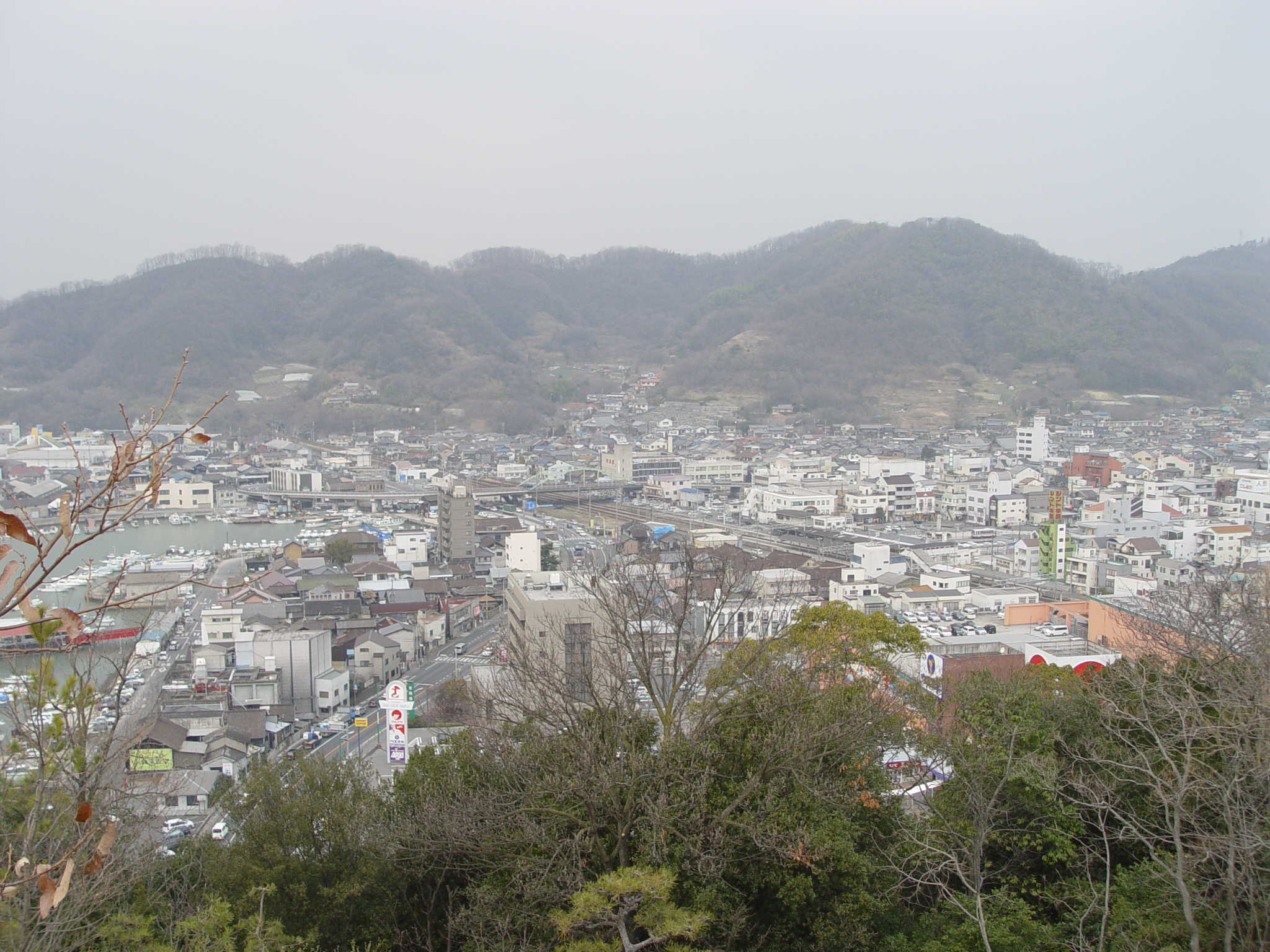
古城山公園からの笠岡市街

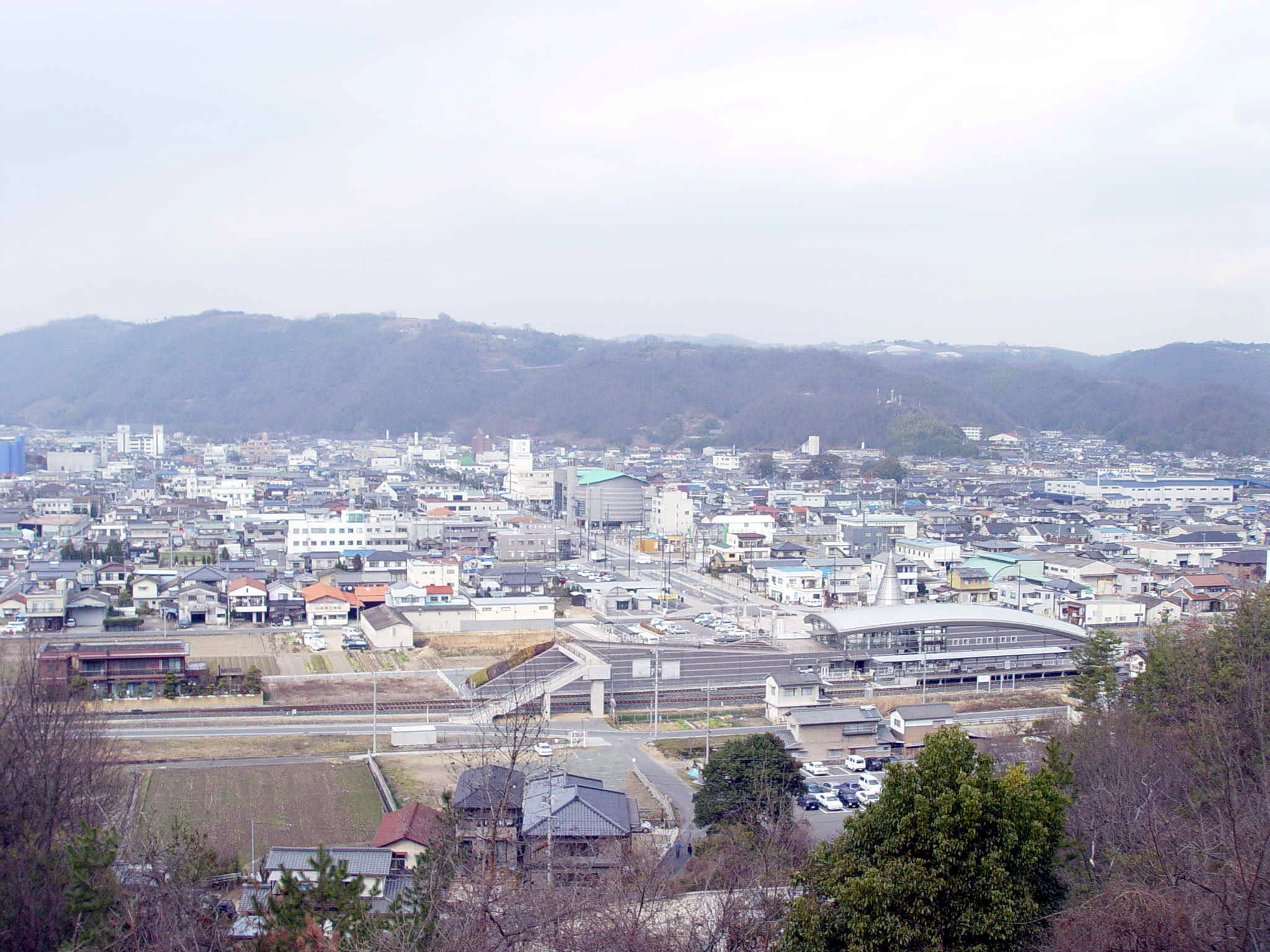
井原市街

福山都市圏（ふくやまとしけん）とは、広島県福山市を中心都市として岡山県西部から広島県東部、愛媛県の一部地域に及ぶ都市圏。備後都市圏とも呼ばれる。

## 概要
広島県南東部の広島県福山市を中心都市として広がる都市圏である。福山平野を中心に南は瀬戸内海に接し、北は中国山地が迫る。都市雇用圏として、中国地方では岡山都市圏、広島都市圏に次ぐ経済規模を誇り、大きな工業生産高と県域を越えた都市圏の広がりを特色とする。広島県福山市・府中市・尾道市、岡山県笠岡市・井原市などが主要な構成自治体である。
雇用都市圏の10%通勤圏の定義では広島県東南部と岡山県西南部、愛媛県の一部の3県5市2町にまたがり、人口約75万人を擁する。雇用都市圏の定義では、全国25番目の規模となるが、県庁所在地以外の都市圏に限ると全国で4番目の規模である。域内総生産は約2兆7665億円。なお、都市圏に含まれる愛媛県部分は愛媛県越智郡上島町の生名島など一部島嶼が尾道市（旧因島市）のベッドタウンであることによるもので、愛媛県本土は当都市圏に含まれない。
太平洋ベルトの瀬戸内工業地域の一角を占め、JFEスチール西日本製鉄所や大手造船企業を抱え、製鉄や造船などを筆頭に工業生産が非常に盛んである。都市圏の大部分は備後地区工業特別整備地域と重なり、臨海部では鉄鋼や造船など重工業が、内陸部では繊維業や木工業が発展した。上場企業を含む多く企業の拠点を構え、年間粗鉄生産量が全国第1位であるなど重工業を中心に工業生産の大きさが特徴的である。圏内の2013年の製造品出荷額は3兆2600億円であり宮城県以下20あまりの県の工業生産高を越え、高知県の6倍を越える日本有数の規模である。
大規模な輸出入が行われる国際貿易港から製造・加工、出荷までを行う体制が都市圏内にあり、域内人口も大きく福山市を中心に独自の商業的な流通網をもつ。
中心都市である福山市は中核市であり、県庁所在地の広島市から100kmも離れていることもあり、行政上は国・県の主要機関が拠点を構え、民間企業が広島市に加えて福山市に県内第二拠点を置くなどの例が見られる。広島市や岡山市といった周囲の都市に古くから依存せず、独自の文化圏を形成しているが、中心都市の福山市と広島市は高速バス「ローズライナー」で結ばれている一方、岡山都市圏、高松都市圏と一体で東瀬戸経済圏と見られることもあるなど、両都市との交流も盛んである。

## 名称
都市圏の中心都市である福山市を含め、尾道市・府中市などが旧備後国にあることから備後都市圏と呼ばれることがある。しかし域内の三原の西部地域は旧安芸国で笠岡や井原・浅口などはほぼ全域が旧備中国である。そのため特に笠岡市・井原市など都市圏内の旧備後国ではない地域では福山都市圏の呼称が一般的である。なお笠岡市、井原市のうち、一部地域は江戸時代初期まで旧備後福山藩領であり都市圏は幕藩体制の福山藩の区域とほぼ一致する。

## 定義
都市圏の定義は複数あり、定義により圏域、域内人口が異なる。ここでは代表的な定義をあげている。

### 都市雇用圏
2015年国勢調査の基準では福山市を中心都市とする5市2町で都市雇用圏（10%通勤圏）を構成する。域内総生産は2015年時点で約2兆7665億円、2018年10月時点の人口は74,0641人である。
2015年国勢調査時点の福山市を中心とする都市雇用圏（10% 通勤圏）の構成市町を以下に列挙する。かつては多くの市町村が含まれたが現在は市町村合併によって、福山市・尾道市・府中市・笠岡市・井原市・浅口郡里庄町・越智郡上島町の5市2町に集約されている。なお、この都市圏の広島県部分は、全域が「福山地方拠点都市地域」に指定されている。
- 福山市への通勤・通学人口 (PDF) （地図）
- 広島県
  - 福山市（463,020人）
  - 尾道市（133,794人）
  - 府中市（38,294人）
- 岡山県
  - 笠岡市（47,970人）
  - 井原市（39,819人 ）
  - 浅口郡里庄町（10,985人）
- 愛媛県
  - 越智郡上島町（6,759人）

府中市において、通勤者の数では、「福山市→府中市」(3436人)の方が、「府中市→福山市」(2584人)よりも多い（福山市からの流出超過）。しかし、府中市の通勤者の 10% 以上が福山市に通勤しているのに対し、福山市の通勤者の 10% 以上が府中市に通勤しているわけではないので、府中市は福山都市圏に入ると見なされる（工業都市である都市圏によく見られる例→北九州都市圏）。その他の市町は福山市への流入超過である。
浅口郡里庄町は笠岡市の、越智郡上島町は尾道市のそれぞれ10%通勤圏にあたる郊外都市である。

### 広域行政圏
備後都市圏は行政上は広域行政圏単位で扱われることがある。その場合広島県内の福山および尾三の両広域行政圏を合わせた地域（人口約80万人）を指す場合と福山・尾三に加えて岡山県の井笠広域行政圏の3つの広域行政圏（人口約90万人）を指す場合がある。
これら3つの広域行政圏の合計の人口は889,036人（広島県および岡山県発表の2018年10月現在の推計人口）となり山梨県、福井県など小規模の県の人口を上回る。以下にそれら広域行政圏の構成自治体を示す。
福山広域行政圏（福山地域事務所の管轄地域）501,314人
- 福山市（463,020人）
- 府中市（38,294人）

- 神石郡神石高原町（8,572人）

尾三広域行政圏（尾三地域事務所の管轄地域）242,029人
- 尾道市（133,794人）
- 三原市（92,727人）
- 世羅郡世羅町（15,508人）

井笠広域行政圏（旧・井笠地方振興局の管轄地域）145,793人
- 笠岡市（47,970人）
- 井原市（39,819人 ）
- 浅口郡里庄町（10,985人）

- 浅口市（33,356人）
- 小田郡矢掛町（13,663人）

### 備後圏域連携中枢都市圏
「連携中枢都市圏構想推進要綱」に基づき2015年2月24日に福山市長が宣言した連携中枢都市宣言によるもの。連携中枢都市は福山市である。連携中枢都市は指定都市または中核市で，昼夜間人口比率が１以上，かつ三大都市圏の区域外に所在することを条件としており福山市を含めて全国で６１市が該当する。
構成自治体は福山市（連携中枢都市），三原市，尾道市，府中市，世羅町，神石高原町，笠岡市，井原市。
圏域人口は875,682人（うち福山市461,357人）、圏域面積は2,509平方キロメートル。圏域人口及び圏域面積は平成２２年国勢調査の値を使用。
2023年には竹原市が備後圏域連携中枢都市圏に加盟の意向であることを、福山市長が明らかにした。
- 福山市（463,020人）-連携中枢都市
- 三原市（92,727人）
- 尾道市（133,794人）
- 府中市（38,294人）
- 世羅郡世羅町（15,508人）
- 笠岡市（47,970人）
- 井原市（39,819人 ）

## 都市圏の変遷
現在「福山都市圏」と言われている地域には、複数の都市圏が存在してきた。交通インフラや社会の変化に従って、それら都市圏の枠組みも変化してきた。以下に、備後圏域連携中枢都市圏に岡山県里庄町と愛媛県上島町を合わせた地域における、2010年までの都市雇用圏（10% 通勤圏）の変遷を示す。
- どの周辺都市圏の 10% 通勤圏にも入っていない町村は、各統計年の欄で「-」で示す。

| 県     | 自治体 ('80 - '00) | 1980年                 | 1990年                 | 1995年                 | 2000年                 | 2005年                 | 2010年                 | 2015年                 | 自治体 （現在） |
| ------ | ------------------ | ---------------------- | ---------------------- | ---------------------- | ---------------------- | ---------------------- | ---------------------- | ---------------------- | --------------- |
| 岡山県 | 美星町             | -                      | -                      | -                      | -                      | 福山 都市圏 73万1960人 | 福山 都市圏 61万2988人 | 福山 都市圏 75万3528人 | 井原市          |
| 岡山県 | 井原市             | 福山 都市圏 51万7514人 | 福山 都市圏 53万4641人 | 福山 都市圏 72万9472人 | 福山 都市圏 71万5334人 | 福山 都市圏 73万1960人 | 福山 都市圏 61万2988人 | 福山 都市圏 75万3528人 | 井原市          |
| 岡山県 | 芳井町             | 福山 都市圏 51万7514人 | 福山 都市圏 53万4641人 | 福山 都市圏 72万9472人 | 福山 都市圏 71万5334人 | 福山 都市圏 73万1960人 | 福山 都市圏 61万2988人 | 福山 都市圏 75万3528人 | 井原市          |
| 岡山県 | 笠岡市             | 福山 都市圏 51万7514人 | 福山 都市圏 53万4641人 | 福山 都市圏 72万9472人 | 福山 都市圏 71万5334人 | 福山 都市圏 73万1960人 | 福山 都市圏 61万2988人 | 福山 都市圏 75万3528人 | 笠岡市          |
| 岡山県 | 里庄町             | 福山 都市圏 51万7514人 | 福山 都市圏 53万4641人 | 福山 都市圏 72万9472人 | 岡山 都市圏            | 福山 都市圏 73万1960人 | 福山 都市圏 61万2988人 | 福山 都市圏 75万3528人 | 里庄町          |
| 広島県 | 福山市             | 福山 都市圏 51万7514人 | 福山 都市圏 53万4641人 | 福山 都市圏 72万9472人 | 福山 都市圏 71万5334人 | 福山 都市圏 73万1960人 | 福山 都市圏 61万2988人 | 福山 都市圏 75万3528人 | 福山市          |
| 広島県 | 沼隈町             | 福山 都市圏 51万7514人 | 福山 都市圏 53万4641人 | 福山 都市圏 72万9472人 | 福山 都市圏 71万5334人 | 福山 都市圏 73万1960人 | 福山 都市圏 61万2988人 | 福山 都市圏 75万3528人 | 福山市          |
| 広島県 | 内海町             | 福山 都市圏 51万7514人 | 福山 都市圏 53万4641人 | 福山 都市圏 72万9472人 | 福山 都市圏 71万5334人 | 福山 都市圏 73万1960人 | 福山 都市圏 61万2988人 | 福山 都市圏 75万3528人 | 福山市          |
| 広島県 | 神辺町             | 福山 都市圏 51万7514人 | 福山 都市圏 53万4641人 | 福山 都市圏 72万9472人 | 福山 都市圏 71万5334人 | 福山 都市圏 73万1960人 | 福山 都市圏 61万2988人 | 福山 都市圏 75万3528人 | 福山市          |
| 広島県 | 新市町             | 府中 都市圏 8万1420人  | 府中 都市圏 7万7182人  | 福山 都市圏 72万9472人 | 福山 都市圏 71万5334人 | 福山 都市圏 73万1960人 | 福山 都市圏 61万2988人 | 福山 都市圏 75万3528人 | 福山市          |
| 広島県 | 府中市             | 府中 都市圏 8万1420人  | 府中 都市圏 7万7182人  | 福山 都市圏 72万9472人 | 福山 都市圏 71万5334人 | 福山 都市圏 73万1960人 | 福山 都市圏 61万2988人 | 福山 都市圏 75万3528人 | 府中市          |
| 広島県 | 上下町             | -                      | -                      | -                      | -                      | 福山 都市圏 73万1960人 | 福山 都市圏 61万2988人 | 福山 都市圏 75万3528人 | 府中市          |
| 広島県 | 三原市             | 三原 都市圏 10万0586人 | 三原 都市圏 10万2523人 | 三原 都市圏 10万0791人 | 三原 都市圏 9万8626人  | 三原 都市圏 10万4196人 | 三原 都市圏 10万0509人 | 三原 都市圏 9万6194人  | 三原市          |
| 広島県 | 久井町             | 三原 都市圏 10万0586人 | 三原 都市圏 10万2523人 | 三原 都市圏 10万0791人 | 三原 都市圏 9万8626人  | 三原 都市圏 10万4196人 | 三原 都市圏 10万0509人 | 三原 都市圏 9万6194人  | 三原市          |
| 広島県 | 本郷町             | 三原 都市圏 10万0586人 | 三原 都市圏 10万2523人 | 三原 都市圏 10万0791人 | 三原 都市圏 9万8626人  | 三原 都市圏 10万4196人 | 三原 都市圏 10万0509人 | 三原 都市圏 9万6194人  | 三原市          |
| 広島県 | 大和町             | -                      | -                      | -                      | -                      | 三原 都市圏 10万4196人 | 三原 都市圏 10万0509人 | 三原 都市圏 9万6194人  | 三原市          |
| 広島県 | 御調町             | 府中 都市圏            | 府中 都市圏            | 福山 都市圏            | 福山 都市圏            | 福山 都市圏            | 尾道 都市圏 15万2850人 | 福山 都市圏 75万3528人 | 尾道市          |
| 広島県 | 尾道市             | 尾道 都市圏 12万1710人 | 尾道 都市圏 11万5266人 | 福山 都市圏            | 福山 都市圏            | 福山 都市圏            | 尾道 都市圏 15万2850人 | 福山 都市圏 75万3528人 | 尾道市          |
| 広島県 | 向島町             | 尾道 都市圏 12万1710人 | 尾道 都市圏 11万5266人 | 福山 都市圏            | 福山 都市圏            | 福山 都市圏            | 尾道 都市圏 15万2850人 | 福山 都市圏 75万3528人 | 尾道市          |
| 広島県 | 瀬戸田町           | -                      | -                      | 因島 都市圏 4万6861人  | 因島 都市圏 4万3775人  | 因島 都市圏 4万3837人  | 尾道 都市圏 15万2850人 | 福山 都市圏 75万3528人 | 尾道市          |
| 広島県 | 因島市             | 因島 都市圏 5万0733人  | 因島 都市圏 3万9968人  | 因島 都市圏 4万6861人  | 因島 都市圏 4万3775人  | 因島 都市圏 4万3837人  | 尾道 都市圏 15万2850人 | 福山 都市圏 75万3528人 | 尾道市          |
| 愛媛県 | 弓削町             | 因島 都市圏 5万0733人  | 因島 都市圏 3万9968人  | 因島 都市圏 4万6861人  | 因島 都市圏 4万3775人  | 因島 都市圏 4万3837人  | 尾道 都市圏 15万2850人 | 福山 都市圏 75万3528人 | 上島町          |
| 愛媛県 | 生名村             | 因島 都市圏 5万0733人  | 因島 都市圏 3万9968人  | 因島 都市圏 4万6861人  | 因島 都市圏 4万3775人  | 因島 都市圏 4万3837人  | 尾道 都市圏 15万2850人 | 福山 都市圏 75万3528人 | 上島町          |
| 愛媛県 | 岩城村             | 因島 都市圏 5万0733人  | -                      | -                      | -                      | 因島 都市圏 4万3837人  | 尾道 都市圏 15万2850人 | 福山 都市圏 75万3528人 | 上島町          |
| 愛媛県 | 魚島村             | -                      | -                      | -                      | -                      | 因島 都市圏 4万3837人  | 尾道 都市圏 15万2850人 | 福山 都市圏 75万3528人 | 上島町          |

## 地理
南部の市町（三原市・尾道市・福山市・笠岡市）は瀬戸内海に臨み、圏域中部から北部に位置する市町（府中市・世羅町・神石高原町・井原市）は中国山地を後背に擁している。中国山地と四国山地に挟まれた瀬戸内海式気候に属し年間を通じて温暖で降水量が少なく（年間約1200mm）河川の流量が少ないのが特徴である。都市圏南部で降雪はほとんどなく年間降雪日は数日ほどであるが神石高原町など北部の高地を中心に冬季は降雪が見られる。四国山脈と中国山地に挟まれ台風の直撃は少なく被害も極小であるが、平成30年7月豪雨では河川の氾濫や堤防の決壊による浸水、土砂崩れなど土砂災害が相次いだ。地震は少なく、歴史上では地震により大きな被害を受けた記録は見つかっていない。このため、近年までは地震空白域とされていたが、2000年の鳥取県西部地震で震度5弱、2001年の芸予地震でも震度5弱を記録した。ただし、いずれも人的被害はない。活断層も近年まで確認されていなかったが、2002年に北部の加茂・御幸地区から西部の松永地区にかけて活動度B級の「長者原断層」の存在が明らかになり、少なくとも3世紀以降に活動した痕跡が見つかっている。また臨海部には干拓地などの低地が広がっており南海地震では津波による大規模な浸水が予測されている。

## 歴史

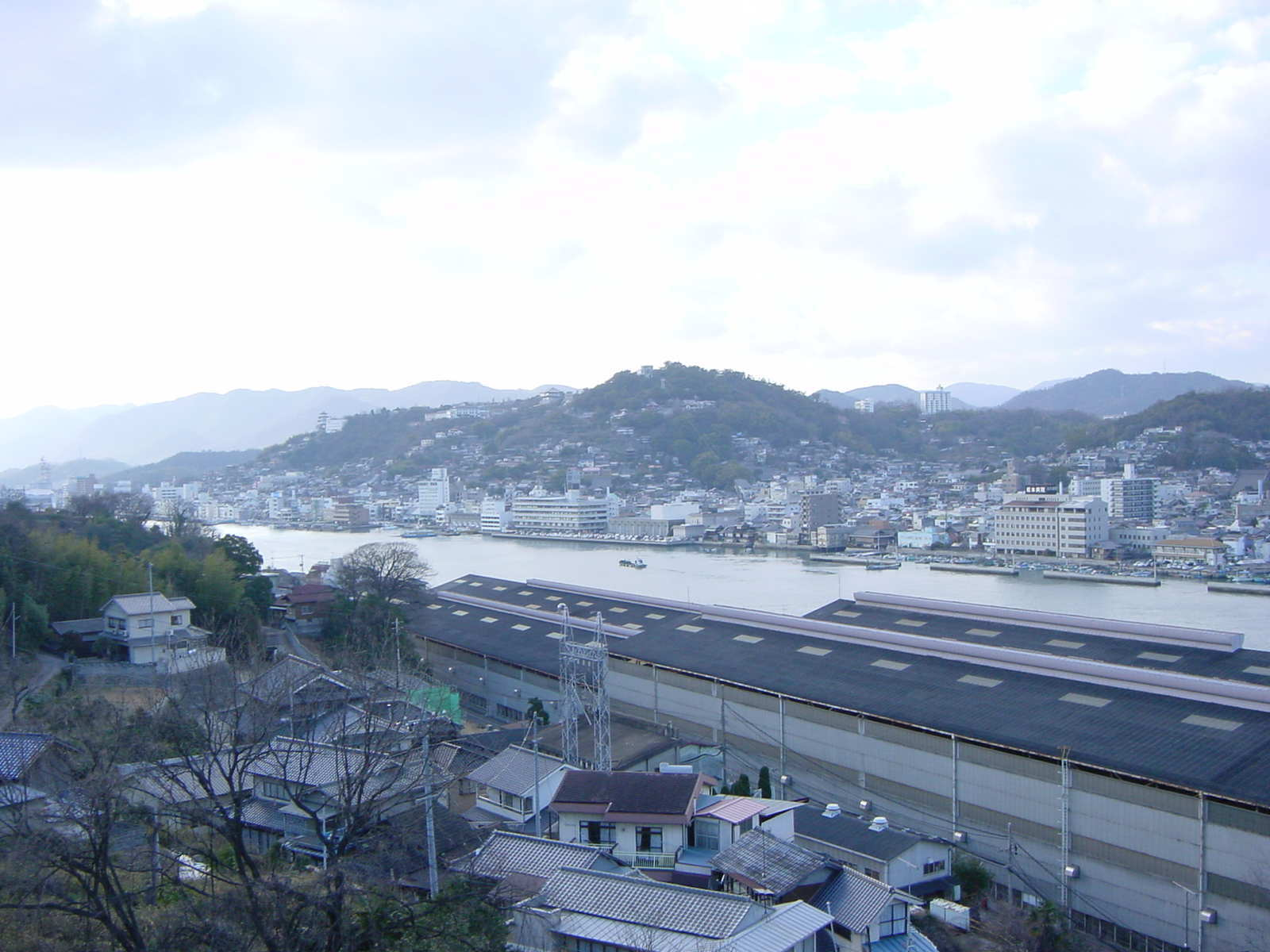
新尾道大橋から見た尾道市街

備後都市圏は幕藩体制の福山藩に大部分が重なる。
江戸時代には、福山藩の藩庁や城下町が所在した福山、広島藩有数の港町である尾道、広島藩の城代家老が治める支藩的な存在の三原、石見銀山からの積み出し港だった笠岡、石見銀山への街道宿場町であった府中が大いに栄えた。
尾道は古来から造船や海運で富を成し、寺社が多く建立され文化人を多く輩出するなど当地区の経済的文化的な中心都市であった。江戸時代に福山に水野勝成が転封され福山城の築城や城下町の建築、福山から笠岡にかけての新田開発を行うが尾道は経済の中心としての地位を守り続ける。一方、水野勝成は福山への入封時に平地の少ない尾道との交換で遠浅の海が広がり干拓化（新田開発）が容易であり幕藩体制初期における戦略的な重要拠点であった笠岡を福山藩に編入した。
昭和30年代に福山に当時世界最大規模を誇る日本鋼管の福山製鉄所が進出し、更に関連産業が発展すると福山市の工業生産額は爆発的に増加した。また従業員用の住宅団地も建造されるなど人口も大きく増加する。これ以降、尾道に代わり福山が経済・行政・工業の中心的役割を担うようになる。尾道は南が瀬戸内海に面し北からは山が迫るため平地が狭小であり「坂の町」と呼ばれるほど山の斜面に市街地が広がる。

## 特色
中心都市である福山市はJFEスチール西日本製鉄所や製鉄関連産業が大きく発展する。またそれ以外にも世界・全国シェアの高い製造業を中心に多くの企業が立地し大きな製造業生産高を誇る。
福山市や尾道市、尾道市旧因島町、越智郡上島町などは造船業が盛んであり常石造船など技術力や生産高の大きい巨大造船企業を筆頭に多くの造船企業が存在する。
笠岡市は広大な面積の笠岡湾干拓地にDoleなどの大手農業企業が進出し植物工場など先進的な農業生産が行われる。JFEスチール福山製鉄所は笠岡市域にまたがり、臨海部を中心に多くの工場が立地する。また昭和期以降福山市の都市化による工場機能の郊外への移転へ伴い福山市に登記上の本社を置きながらも実質的な本社機能や主要な工場を笠岡市に移した企業が多く見られる。
世羅は野菜や果物の一大生産地であると同時に備後中部の商業の中心的存在で、神石高原や矢掛は農業・畜産業が主体。これらの地域には中国山地に続く山地が広がり針葉樹人工林による林業も行われる。
非県庁所在地ながら主要な都市銀行や証券・保険会社の支店が揃い、更に大手企業の支店・営業所などが多く置かれ、県の主要機関が拠点を置くなど県庁所在地なみの扱いをされることある。工業生産高は大きく備後圏だけで多くの県の工業生産を上回る。また福山・尾道・府中各市を中心に上場企業やトップシェア企業が多く国内では静岡県浜松地域に次ぐ集積を誇る。
当都市圏地域は福山市と笠岡市への旧日本鋼管（現在のJFEスチール）の進出に伴い、国の備後工業整備特別地域に指定されていたため、鉄鋼や造船や繊維、電子産業など商工業分野での連携が強く、また観光事業や消防など行政間や民間では商工会議所との連携も深い。

## 方言
中国方言の山陽方言に含まれる東京式アクセント（乙種アクセント）の福山弁（備後弁）が話される。岡山弁などと同様に連母音の融合の傾向が強く、例えば赤い（akai）が名古屋弁や丹後弁と同様に、[akæː]（アケァー）等に発音される。また、福山藩成立当時に尾張・三河地方からの移住者の関係で三河弁の表現が混じっていることも特徴で、岡山弁と明確な線引きをすることができる。なお井原市・笠岡市などは県境を越えるが旧福山藩であり福山市との交流が歴史的に深かったこともあり福山弁とほぼ差のない方言が話されている。古くから汐待ちの港として海運で栄えた鞆の浦など特定の地域では上方方言の影響が今なお残っている他笠岡市の真鍋島では真鍋式アクセントと呼ばれる特殊な方言が話されている。

## 拠点を置く行政機関

### 国の機関
- 裁判所
  - 広島地方裁判所福山支部
  - 広島地方裁判所尾道支部
  - 広島家庭裁判所福山支部
  - 広島家庭裁判所尾道支部
  - 岡山家庭裁判所笠岡出張所
  - 福山簡易裁判所
  - 尾道簡易裁判所
  - 笠岡簡易裁判所
- 法務省
  - 広島法務局福山支局
  - 広島法務局尾道支局
  - 岡山地方法務局笠岡支局
  - 広島地方検察庁福山支部
  - 広島地方検察庁尾道支部
  - 福山区検察庁
  - 尾道区検察庁
  - 笠岡区検察庁
  - 尾道刑務支所
  - 広島矯正管区福山拘置支所
  - 広島出入国在留管理局福山出張所
  - 広島保護観察所福山駐在官事務所
- 財務省
  - 神戸税関福山税関支署
  - 神戸税関福山税関支署因島出張所
  - 神戸税関福山税関支署尾道糸崎出張所
- 国税庁
  - 広島国税局
    - 福山税務署
    - 府中税務署
    - 尾道税務署
    - 笠岡税務署
- 農林水産省
  - 神戸植物防疫所広島支所尾道出張所
- 厚生労働省
  - 福山労働基準監督署
  - 尾道労働基準監督署
  - 三原労働基準監督署
  - 笠岡労働基準監督署
  - 広島検疫所福山出張所
- 国土交通省
  - 中国地方整備局福山河川国道事務所
  - 中国運輸局広島運輸支局福山自動車検査登録事務所
  - 中国運輸局広島運輸支局尾道海事事務所
  - 中国運輸局広島運輸支局因島道海事事務所
- 海上保安庁
  - 第六管区海上保安本部尾道海上保安部
  - 第六管区海上保安本部福山海上保安署
- 防衛省
  - 自衛隊広島地方協力本部福山地域事務所
  - 自衛隊広島地方協力本部尾道出張所

### 独立行政法人および特殊法人
- 日本年金機構
  - 福山年金事務所
- 独立行政法人農業・食品産業技術総合研究機構
  - 近畿中国四国農業研究センター（本所が福山市に所在する）
- 独立行政法人国立病院機構福山医療センター

## 主要産業

### 当地域に本社を置く主な企業
- 日東製網（福山市・東証1部上場・漁業用網製造）
- 福山通運（福山市・東証1部上場・大手運送業）
- 青山商事（福山市・東証1部上場・大手衣類販売）
- エフピコ（福山市・東証1部上場・大手食品トレー製造販売）
- リョービ（府中市・東証1部上場・電動工具・印刷機）
- 北川鉄工所（府中市・東証1部上場・機械）
- 自重堂（福山市・東証2部上場・衣類製造販売）
- アシードホールディングス（福山市・東証2部上場・自動販売機・酒類製造）
- マナック（福山市・東証2部上場・化学品製造）
- ローツェ（福山市・東証1部上場）
- 石井表記（福山市・東証2部上場）
- ハローズ（福山市・東証1部上場・地方スーパーストア）
- カイハラ（福山市・デニム製造大手）
- ホーコス（福山市・ポンプ機器製造）
- テラル（福山市・ポンプ機器製造）
- 備後漬物（福山市・漬物製造）
- ジーベック（福山市・衣料品製造）
- サンエス（福山市・衣類製造販売、電子部品製造）
- タカヤ商事（福山市・衣類製造販売）
- ブルーウェイ（福山市・衣類製造販売）
- ビッグボーン（福山市・衣類製造販売）
- 広島化成（福山市）
- 早川ゴム（福山市）
- 鈴木工務店（福山市・総合建設業・設計事務所）
- キソメック（福山市・非鉄金属材料製造販売）
- ププレひまわり（福山市・ドラッグストア）
- エブリイ（福山市・食品スーパー）
- 深江特殊鋼（福山市・特殊鋼専業商社）
- オー・エイチ・ティー（福山市・電気検査装置製造）
- アドテック プラズマ テクノロジー（福山市・東証2部上場・検査機器設計製造）
- 北川精機（府中市・JASDAQ上場・プリント配線板成形プレス）
- コーコス信岡（福山市・衣類製造販売）
- 日本ホイスト（福山市・ホイストクレーン、駐車場製造）
- ツネイシホールディングス（福山市・大手造船業）
- アサムラサキ（福山市・調味料製造）
- ヒロボー（府中市・ラジコンヘリコプター製造）
- ヒルタ工業（笠岡市・自動車部品製造）
- シーピー化成（井原市・大手食品トレー製造販売）
- タカヤ（井原市・電子部品製造）
- 井原精機（井原市・自動車部品製造）
- ヤスハラケミカル（府中市・東証2部上場）
- ジーベック（福山市・衣類製造販売）
- 丸善製薬（尾道市）
- クニヒロ（尾道市）
- 河原（尾道市）
- 向島ドック（尾道市・造船業）
- アンデックス（尾道市）
- 福利物産（尾道市・加工食品メーカー）
- まるか食品（尾道市・食品メーカー）
- 啓文社（尾道市・書籍販売・流通）
- 内海造船（尾道市・東証2部上場・造船業）
- やまみ（三原市・食料品製造）
- 森川観光（三原市・飲食業）

### 当地域に拠点を置く企業
- JFEスチール西日本製鉄所福山地区
- シャープ 電子デバイス事業本部 福山工場・三原工場
- 日東電工 尾道工場
- 帝人 三原工場
- 三菱重工 三原製作所
- 三菱電機 福山製作所
- 横浜ゴム 尾道工場
- 日立造船 尾道工場
- プレス工業 尾道工場
- アサヒグループ食品 岡山工場

## 商業
都市圏の交通上の中心である福山駅周辺に商業施設が集まる。近年は郊外型の商業施設の進出によりドーナツ化も発生し、駅周辺の商店街の衰退も進んでいる。

### 百貨店
- 天満屋
  - 天満屋福山店
  - 天満屋福山ポートプラザ店
- 尾道福屋

2000年までは福山そごうが営業していたが「そごう」の破綻に伴い営業を終了した。

### 主要な商業施設
- サンステーションテラス福山（福山駅ビル）
- iti SETOUCHI（元福山そごう→福山ロッツ→RiM-f（エフピコRiM））
- ポートプラザ日化（天満屋とイズミが核テナント、2019年まではイトーヨーカ堂が核テナントでありイトーヨーカ堂の最西端店舗であった）
- フジグラン神辺
- アイネスフクヤマ

### 金融機関
都市銀行など
- 三菱UFJ銀行 福山支店（旧三菱銀行）
- みずほ銀行 福山支店（旧第一勧業銀行、富士銀行）
- 三井住友銀行 尾道支店・福山支店
- 三井住友信託銀行 福山支店（旧住友信託銀行）
- 商工組合中央金庫 福山支店
- 日本政策金融公庫 福山支店
- ゆうちょ銀行福山店

#### 地方銀行
- 広島銀行（本店に次ぐ地位の福山営業本部を置く）
- 中国銀行
- 山口銀行
- 山陰合同銀行
- 伊予銀行
- 百十四銀行
- 西日本シティ銀行
- もみじ銀行
- トマト銀行
- 香川銀行
- 愛媛銀行

#### 信用金庫・信用組合等
- JA福山市
- 中国労働金庫（ろうきん）
- しまなみ信用金庫
- 備後信用組合
- 笠岡信用組合
- 両備信用組合
- 広島信用金庫
- 広島県信用組合
- 広島県信漁連
- 朝銀西信用組合
- 信用組合広島商銀

#### 主要な証券会社
- 野村證券
- 大和証券
- SMBC日興証券
- 三菱UFJモルガン・スタンレー証券
- みずほ証券
- 岩井コスモ証券
- 東洋証券
- 藍澤證券
- ひろぎん証券

## 交通アクセス

### 空港
- 広島空港が三原市に所在。海外、国内の拠点を結ぶ。福山駅や尾道駅へはリムジンバスで約1時間
- 笠岡ふれあい空港が笠岡市に所在。旅客便はないが不定期で遊覧飛行などを行っている。

### 新幹線
- 圏内にはJR山陽新幹線福山駅・新尾道駅・三原駅があり、「のぞみ」を利用すると、福山駅 - 東京駅間は約3時間半、福山駅 - 新大阪駅間は約1時間、福山駅　- 岡山駅間は16分、福山駅 - 広島駅間は24分、福山駅 - 博多駅間は約1時間40分、福山駅 - 新尾道駅間はこだま利用で8分、また三原駅へは所要時間は15分。

### 在来線・私鉄
- 圏内のJR山陽本線には笠岡駅・大門駅・東福山駅・福山駅・備後赤坂駅・松永駅・東尾道駅・尾道駅・糸崎駅・三原駅・本郷駅がある。所要時間は福山駅 - 金光駅間25分、鴨方駅間22分、笠岡駅間13分、松永駅間9分、尾道駅間18分、三原駅間33分、本郷駅間38分。
- JR福塩線は福山から福山北部を経て府中駅までの所要時間43分。府中北部の上下駅へは83分。
- 井原鉄道井原線は福山より福山北部を経て井原の井原鉄道井原駅へ32分、矢掛の矢掛駅へ42分（福山駅との直通便の所要時間）。

主要路線の山陽本線が縦貫しており新幹線開業前までは多くの優等列車が運行された。2009年（平成21年）3月14日のダイヤ改正で寝台特急「はやぶさ」「富士」が廃止され、以降は通常ダイヤにおいて都市県内の在来線では特急・急行などの優等列車は全廃された。

### バス
- 中国バス - 福山・尾道・三原・府中地域
- トモテツバス - 福山・尾道・三原地区
- 井笠バスカンパニー・北振バス - 福山・笠岡・井原・浅口・矢掛地区
- おのみちバス - 尾道・福山西部（松永）地区・しまなみ島しょ部
- 本四バス開発・因の島運輸 - しまなみ島しょ部
- 芸陽バス - 三原地区

都市圏内には規模に比較して多くの路線バス会社が本拠を構える。東西に縦貫し運行頻度の大きい山陽本線と比較し、南北の鉄道の輸送能力は限定的であり路線バスが公共交通の主翼を担う。鞆鉄道や井笠バスは軽便鉄道に由来を持つ会社であるが鉄道路線の廃止後はバスがその地域の輸送を代替した。都市圏が県境を超えて広がっていることにより、井笠バスは創立地は笠岡市であり岡山県側に笠岡駅、井原バスセンターの拠点を持ちながらも広島県側の福山駅も重要な拠点とし福山駅を発着する路線を多く抱え路線バスとしては珍しい越境路線も多く持つ。一方でモータリゼーションなどにより赤字バス路線も多く、減便が進むと共に路線の廃止も多く見られるようになった。2000年代には中国バス、井笠バスは破産し両備グループ入りした。
高速バスは主に福山駅を拠点に中国バスにより運行される。中国バスが運行する県外長距離高速バスは11路線あり非県庁所在地としては非常に多い。井笠バス、本四バス開発などは地域内を発着する数便の中短距離路線をもつ。また他地域間を結びながらも地域内を経由するその他の高速バス路線が存在する。福山駅と広島市中心部は中国バスなどによりローズライナーが他頻度で運行されている。

### 主要国道
- 国道2号（大阪市 - 北九州市） - 浅口市・里庄町・笠岡市・福山市・尾道市・三原市のそれぞれ南部を通過。
- 国道182号（福山市 - 岡山県新見市） - 福山市・神石高原町福山市東部、福山市北部 - 神石高原町を縦断。
- 国道184号（尾道市 - 島根県松江市） - 尾道市・世羅町、尾道市北部、を縦断。
- 国道313号（福山市 - 鳥取県東伯郡北栄町） - 福山市・井原市福山市、福山市北部、井原市を縦断。ロマンチック街道313と呼ばれ親しまれている。
- 国道314号（福山市 - 島根県雲南市） - 福山市・神石高原町　国道182号と重複
- 国道317号（尾道市 - 愛媛県松山市） - 尾道市、尾道市向島、因島を縦断。
- 国道432号（竹原市 - 松江市） - 東広島市河内町・三原市大和町・世羅町、府中市上下を縦断。
- 国道486号（岡山県総社市 - 東広島市） - 矢掛町・井原市・福山市・府中市・尾道市・、三原市久井町 - 大和町を横断。

### 高速道路
- 山陽自動車道のインターチェンジ (IC) は、鴨方IC・笠岡IC・福山東IC・福山西IC・尾道IC・三原久井IC・本郷ICがある。
- 尾道と愛媛県の今治市とを結ぶ西瀬戸自動車道（しまなみ海道）の、西瀬戸尾道IC・向島IC・因島北IC・因島南IC・生口島北IC・生口島南ICの各ICがある。
- 尾道と島根県の松江市とを結ぶ中国横断自動車道尾道松江線の一部である尾道自動車道（起点は山陽自動車道尾道ジャンクション）の、尾道北ICと世羅ICがある。

### 航路

#### 旅客航路
- 笠岡港（笠岡諸島行）
- 福山港・鞆港（尾道港への遊覧船、走島行）
- 松永港・尾道港（鞆港への遊覧船、百島・向島行など）
- 糸崎港・三原港（生口島・大三島行など）

昭和期までは長距離便を含む多くの航路が存在したが陸上交通の整備により全廃された。またしまなみ海道の開通で対四国間航路も廃止が進み、2008年の福山・多度津フェリー廃止を持って四国本土を直接結ぶフェリーは全廃された。長距離航路は存在せず県外路線は短距離のものを除き存在しない。一方で都市圏内に含まれる愛媛県の一部島嶼を結ぶ短距離路線は越境航路として現存する。

#### 貨物航路
- 福山港（笠岡港地区も含む）

福山港には国際航路も運行されている広島県営の福山国際コンテナターミナル港もあり、圏内の海運物流拠点として右肩上がりの取扱い量を記録している。独自に税関関連施設など輸出入のための機関を備え、大型タンカーなども入港可能な設備がある。
- 尾道糸崎港（松永港・三原港地区も含む）

## 地域メディア
- コミュニティFM
  - レディオBINGO（福山市）
  - FMおのみち79.4（尾道市）
  - エフエムゆめウェーブ（笠岡市に本社・送信所、浅口市に演奏所）
- タウン情報誌
  - Wink 福山・備後
  - 福山リビング新聞
- ケーブルテレビ
  - 井原放送（井原市）
  - ケーブル・ジョイ（府中市）
  - 尾道ケーブルテレビ（尾道市）
  - MCAT（三原市）